# Hjärtats trakt - en samling
Hjärtats trakt - en samling släpptes den 10 september 1997 och är ett samlingsalbum av den svenske popartisten Per Gessle. På flera av låtarna används harpa på ett innovativt sätt.

## Låtlista
1. "På väg"
2. "Hjärtats trakt"
3. "Rickie Lee"
4. "Inte tillsammans, inte isär"
5. "Indiansommar" (instrumental)
6. "Blå december"
7. "Den tunna linjen"
8. "Timmar av iver"
9. "Tända en sticka till"
10. "Ros"
11. "När morgonen kommer"
12. "Speedo"
13. "Om jag en dag"